# Asus Zenbook

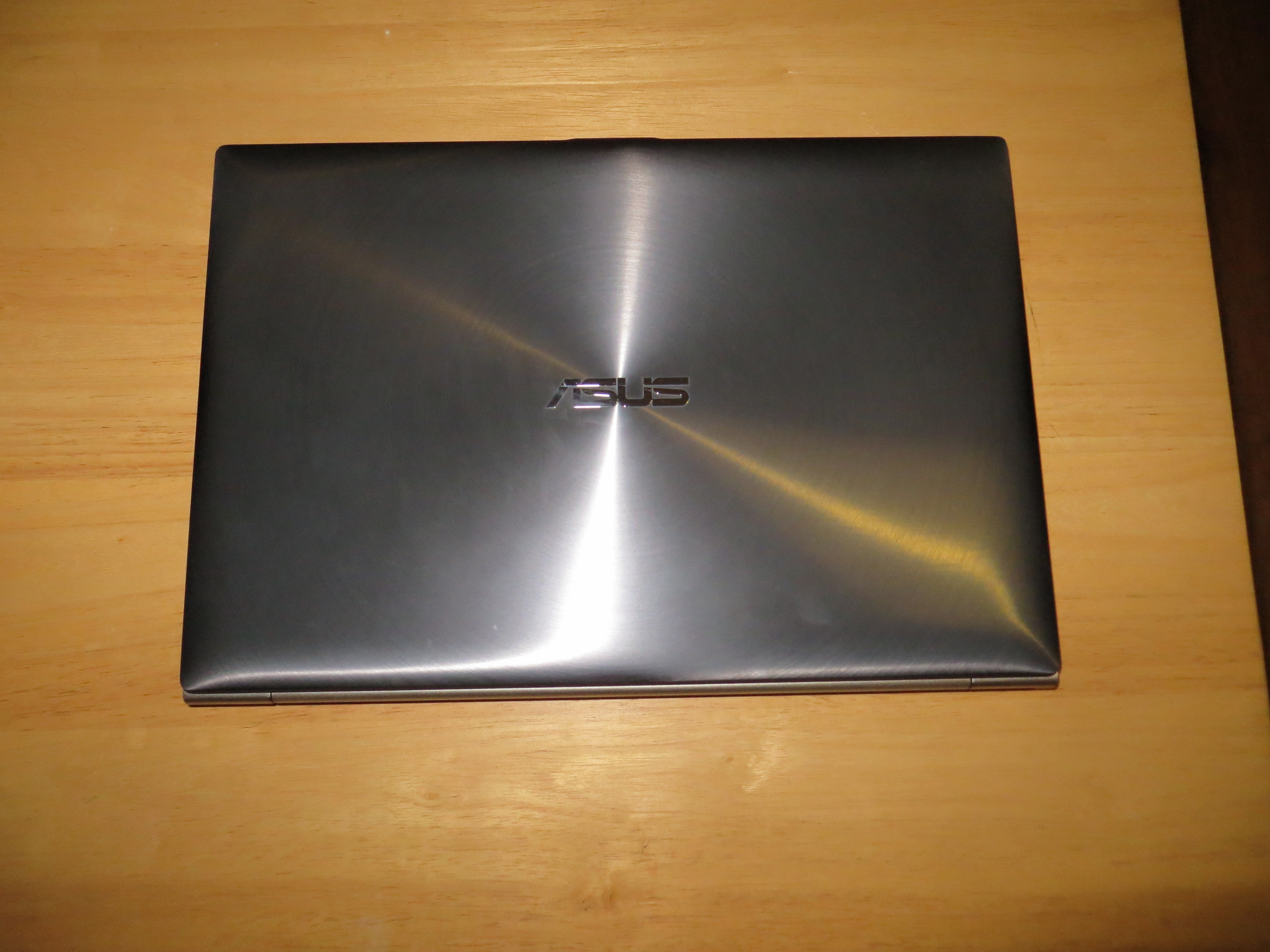
Zenbook UX31

Zenbook ist eine Subnotebookserie der Oberklasse beziehungsweise oberen Mittelklasse des taiwanischen Herstellers Asus. Sie wurde im Oktober 2011 erstmals vorgestellt. Alle Zenbook-Notebooks laufen mit dem Betriebssystem Windows.

## Varianten (Auswahl)

### UX21 / UX31
Die beiden ersten Notebooks der Zenbook-Serie waren das Zenbook UX21 und das Zenbook UX31, die im Oktober 2011 vorgestellt wurden.
Diese besitzen ein 11,6 Zoll (UX21) beziehungsweise 13,3 Zoll (UX31) großes Display, mit einer Auflösung von 1366 × 768 (UX21) und 1600 × 900 Pixeln. Als Prozessor kommt der Intel Core i5-2467M mit 2 Kernen und einer Taktfrequenz von 1,6 Gigahertz zum Einsatz, dem 4 Gigabyte Arbeitsspeicher zur Seite stehen. Alternativ war der Intel Core i7-2677M-Prozessor erhältlich. Beide Modelle verfügen über eine 128 Gigabyte große SSD, wobei beim UX31 diese optional auch 256 Gigabyte groß sein konnte.
Der Akkumulator ist bei beiden 4800 mAh groß.

### UX32

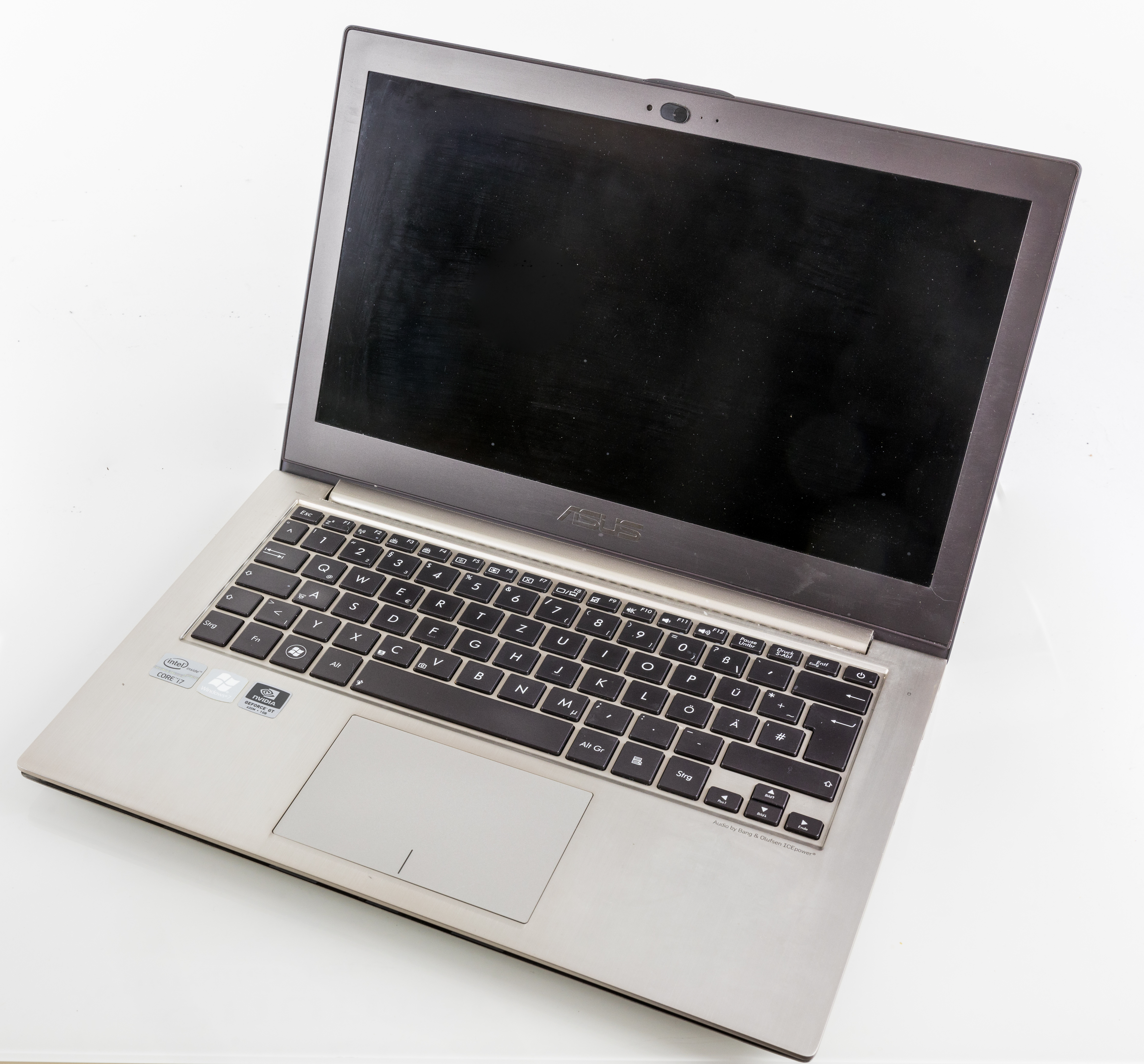
Asus Zenbook UX32V

Das Zenbook UX32 ist der Nachfolger des UX31. Es besitzt nun optional ein Full-HD-Display sowie ebenfalls optional eine dedizierte Grafikkarte (Nvidia GeForce GT620M). Als Prozessor ist entweder der Core i5-3317U oder der Core i7-3517U verbaut.

### Zenbook Touch (UX31A)
Das UX31A ist das erste Zenbook mit Touch-Display. Die restliche Ausstattung ähnelt dem UX32.

### UX42VS/UX52VS
Das erste Multimedia-Zenbook war das UX42VS. Es besaß HDD-Festplatten mit bis zu 1 TB Fassungsvermögen, bis zu 6 Gigabyte Arbeitsspeicher und ein 14 Zoll HD-Display. Als Prozessoren standen Intel Core i3 / i5 / i7 der 3. Generation zur Auswahl. Zudem war die Grafikkarte Nvidia Geforce GT645M mit 1 Gigabyte VRAM verbaut.
Das UX52VS ist dem UX42VS identisch, besaß allerdings ein 15,6 Zoll großes Display.

### Zenbook Infinity (UX301LA)
Das Zenbook UX301LA wurde auf der IFA 2014 vorgestellt. Es besaß erstmals ein QHD-Display und Intel-Core-Prozessoren der 4. Generation. Diesem stand die Iris 5100-Grafikeinheit zur Seite. Die SSD-Festplatte war 128, 256 oder 512 Gigabyte groß, der Arbeitsspeicher 8 Gigabyte.

### Zenbook Infinity (UX302)
Zusammen mit dem UX301 stellte Asus auch das Zenbook Infinity (UX302) offiziell vor. Das Display löst mit 1920 × 1080 Pixeln auf. Als Grafikkarte kommt die Nvidia Geforce GT730 zum Einsatz. Der Arbeitsspeicher beträgt je nach Variante 2 oder 4 Gigabyte, die HDD-Festplatte ist 500, 750 oder 1000 Gigabyte groß.

### UX303
Auf der Computex 2014 stellte Asus das UX303 erstmals vor. Dieses besitzt ein QHD+-Display (3200 × 1800 Pixeln) oder Full-HD-Display (1920 × 1080 Pixeln). Der Grafikchip heißt Nvidia GeForce GTX840M, die Prozessoren Intel Core i5-5200U oder Intel Core i7-5500U.

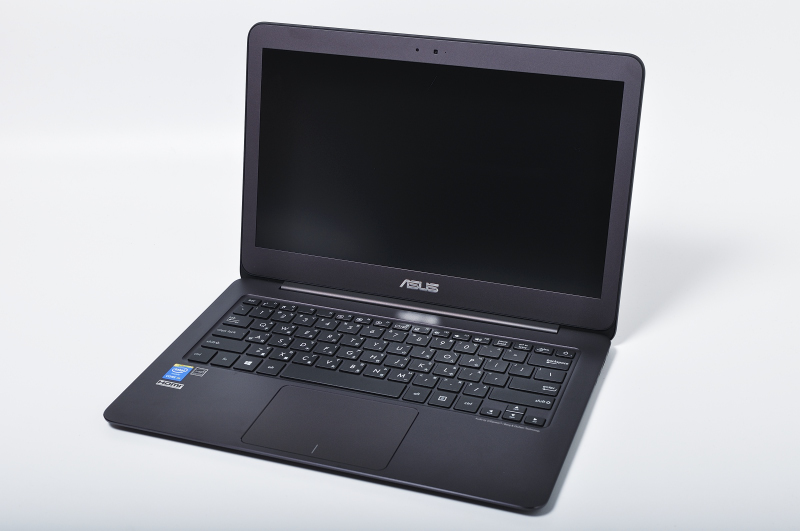
Zenbook UX305

### UX305
Das Zenbook UX305 wurde auf der IFA 2015 vorgestellt. Es besaß erstmals einen Intel-Core-M-Prozessor. Das 13,3-Zoll-Display löst in 1920 × 1080 Pixeln oder 3200 × 1800 Pixeln auf. Der Arbeitsspeicher beträgt 4 oder 8 Gigabyte, die SSD ist 128, 256 oder 512 Gigabyte groß.

### UX330UA
Das Zenbook UX330UA wurde 2016 vorgestellt und verfügt über Intel-Prozessoren der 6. Generation, ein Full-HD- oder 4K-Display und 256 oder 512 Gigabyte SSD-Speicher. Beim Arbeitsspeicher konnte sich der Käufer zwischen einer Variante mit 8 und einer mit 16 Gigabyte entscheiden.

### Zenbook 3 UX390
Das Zenbook 3 wurde auf der Computex 2016 vorgestellt und ist laut Asus das dünnste Zenbook auf dem Markt. Es verfügt nur über einen Thunderbolt 3-Anschluss und einen 3,5 mm Klinkenanschluss. In der Höchstkonfiguration stehen dem Nutzer 1 Terabyte SSD, 16 Gigabyte RAM und ein Intel Core i7-Prozessor zur Verfügung. Alternativ gibt es auch eine günstigere Variante mit Intel Core i5, 8 Gigabyte RAM und 512 Gigabyte SSD.
Der Akkumulator des Zenbook 3 soll laut Asus 9 Stunden Akkulaufzeit bieten.

### Zenbook 3 Deluxe (UX490)
Das Zenbook 3 Deluxe, das auf der Consumer Electronics Show 2017 erstmals vorgestellt wurde, ist der große Bruder des Zenbook 3 UX390. Es besitzt nun ein 14 Zoll großes Full-HD-Display und statt einem gleich drei USB-C-Anschlüsse. Zudem gibt es nun eine Variante mit nur 256 Gigabyte großer SSD-Festplatte.

### UX330
Das UX330 wurde im September 2016 vorgestellt. Dieses besitzt Intel Core i-Serie-Prozessoren der 6. Generation, eine 256 Gigabyte große SSD und 8 Gigabyte Arbeitsspeicher. Das 13,3 Zoll-Display löst mit 3200 × 1800 Pixeln (QHD+) oder 1920 × 1080 Pixeln (Full HD) auf.
Mit der Zeit wurden die UX330 auch mit den Prozessoren der 7. Generation Intel-Prozessoren verkauft.

### UX340
Das UX340 ist eine Variante des UX330, welche nun ein 14-Zoll großes Display besitzt. Zudem steht eine HDD-Festplatte neben der SSD zur Verfügung. Auch eine dedizierte Grafikkarte (Nvidia Geforce GT940MX) ist optional erhältlich.

### Zenbook Flip S
Auf der Computex 2017 wurde von Asus das Zenbook Flip S enthüllt. Dieses besitzt ein 13,3 Zoll großes UHD-Display (3840 × 2160 Pixel), welches um 360 Grad nach hinten gedreht werden kann, und somit die Nutzung als Tabletcomputer ermöglicht wird. Das Touch-Display kann zudem mit einem 1.024-stufigen Eingabestift bedient werden.
Neben 2 USB-C-Anschlüssen und einen Audio-Anschluss besitzt das Zenbook Flip S an der Seite einen Fingerabdrucksensor für die Windows-Hello-Funktionalität.
Als Prozessor kommt entweder der Intel Core i5-7200U oder der Intel Core i7-7500U zum Einsatz. Der Arbeitsspeicher des Zenbooks ist entweder 8 oder 16 Gigabyte groß, die PCIe-SSD je nach Variante 256, 512 oder 1024 Gigabyte.

### UX331UN
Auf der CES 2018 stellte Asus das Zenbook UX331 vor. Das Display ist 13,3 Zoll groß und löst in Full HD (1920 × 1080 Pixel) auf. Die SSD ist 256, 512 oder 1024 Gigabyte groß. Als Prozessor kommt der Intel Core i5 8250U oder i7 8550U zum Einsatz, welchem 8 oder 16 Gigabyte zur Seite stehen, und eine Nvidia Geforce MX150 mit 2 GB Grafikkartenspeicher. Zudem ist ein Fingerabdrucksensor verbaut.

### UX331UAL
Das UX331UAL ist dem UX331UN weitgehend identisch, besitzt allerdings nun ein leichteres Gehäuse aus einer Magnesium-Legierung, welches ein Gewicht von unter 1 kg ermöglicht. Die Option mit einer dedizierten Grafikkarte fällt allerdings nun weg.

### Zenbook S UX391UA
Das Zenbook S UX391UA wurde von Asus auf der Computex 2018 vorgestellt. Es verfügt als erstes über das sogenannte „ErgoLift“-Design, wodurch die Tastatur durch das Display beim Aufklappen um 5,5 Grad angehoben wird. Letzteres ist 13,3 Zoll groß und löst mit Full-HD aus. Als Prozessor kommt der Intel Core i5-8250U oder Intel Core i7-8550U zum Einsatz, zusammen mit 8 oder 16 Gigabyte Arbeitsspeicher und 256, 512 oder 1024 Gigabyte SSD-Festplattenspeicher. Die Akkulaufzeit soll laut Asus bis zu 14 Stunden betragen.

### UX580GE
Ebenfalls auf der Computex 2018 vorgestellt wurde das Zenbook Pro UX580GE mit einem 15,6 Zoll großem 4K-Display plus einem 5,5 Zoll großem Full-HD-Display anstelle des Touchpads, dem sogenannten ScreenPads. Als Anschlüsse stehen 2 × Thunderbolt 3, 2 × USB 3.1 Type A und 1 × HDMI 2.0. Der Prozessor im Zenbook Pro UX580GE ist der Intel Core i7-8750H (6 × 2,2 GHz) oder der Intel Core i9-8950HK (6 × 2,9 GHz). Hinzu kommen 16 Gigabyte Arbeitsspeicher, 256, 512 oder 1024 Gigabyte SSD-Speicher sowie eine Nvidia GeForce GTX 1050 Ti-Grafikkarte mit 4 Gigabyte Grafikspeicher.

### UX333
Auf der Internationalen Funkausstellung 2018 stellte Asus das Zenbook UX333 vor. Neben einem fast randlosen 13,3 Zoll Full-HD-Display verfügt das UX333 über einen Intel Core i3 8145U-, Intel Core i5 8265U- oder Intel Core i7 8565U-Prozessor, 8 oder 16 Gigabyte Arbeitsspeicher und eine Intel UHD 620 Grafikkarte. Optional kommt auch eine Nvidia GeForce MX150 mit 2 Gigabyte Grafikspeicher hinzu. Der interne SSD-Speicher ist 128, 256, 512 oder 1024 Gigabyte groß.
Besonderheiten sind eine Infrarotkamera, sowie Bluetooth 5.0. Das Gewicht beträgt 1,1 kg.

## Technische Daten
|          | Veröffentlichung | Massenspeicher                    | Prozessor                                                                                           | Arbeitsspeicher         | Bildschirm                                                    | Betriebssystem                        | Anschlüsse                                                                               | Gewicht  | Besonderheiten                            |
| -------- | ---------------- | --------------------------------- | --------------------------------------------------------------------------------------------------- | ----------------------- | ------------------------------------------------------------- | ------------------------------------- | ---------------------------------------------------------------------------------------- | -------- | ----------------------------------------- |
| UX21     | Oktober 2011     | 128 / 256 GB                      | Intel Core i5-2467M / Intel Core i7-2677M                                                           | 4 Gigabyte              | 11,6 Zoll (1366 × 768 px)                                     | Windows 7                             | 1 × USB 3.0, 1 × USB 2.0, 1 × MicroVGA, 1 × MicroHDMI, Audio, Ladebuchse                 | 1,147 kg |                                           |
| UX31     | Oktober 2011     | 128 / 256 GB                      | Intel Core i5-2467M / Intel Core i7-2677M                                                           | 4 Gigabyte              | 13,3 Zoll (1600 × 900 px)                                     | Windows 7                             | 1 × USB 3.0, 1 × USB 2.0, 1 × MicroVGA, 1 × microHDMI, Audio, Ladebuchse, SD-Kartenleser | 1,4 kg   |                                           |
| UX31A    | 2012             | 128 / 256 GB                      | Core i5-3317U Core i7-3517U                                                                         | 4 Gigabyte / 8 Gigabyte | 13,3 Zoll (1920 × 1080 px)                                    | Windows 8                             | 1 × USB 3.0, 1 × USB 2.0, 1 × MicroVGA, 1 × microHDMI, Audio, Ladebuchse, SD-Kartenleser | 1,4 kg   | Touch-Display                             |
| UX32     | 2012             | 128 / 256 GB                      | Core i5-3317U Core i7-3517U                                                                         | 4 Gigabyte / 8 Gigabyte | 13,3 Zoll (1920 × 1080 px)                                    | Windows 8                             | 1 × USB 3.0, 1 × USB 2.0, 1 × MicroVGA, 1 × microHDMI, Audio, Ladebuchse, SD-Kartenleser | 1,4 kg   |                                           |
| UX42VS   | 2012             | 1 TB HDD                          | i3 / i5 / i7 3. Gen                                                                                 | 4 Gigabyte / 6 Gigabyte | 14 Zoll (1366 × 768 px)                                       | Windows 8                             | 1 × Audio, 3 × USB 3.0, 1 × RJ45, 1 × HDMI, 1 × miniVGA, 1 × Ladebuchse                  | 1,9 kg   | Nvidia GeForce GT 645                     |
| UX52VS   | 2012             | 1 TB HDD                          | i3 / i5 / i7 3. Gen                                                                                 | 4 Gigabyte / 6 Gigabyte | 15 Zoll (1920 × 1080 px)                                      | Windows 8                             | 1 × Audio, 3 × USB 3.0, 1 × RJ45, 1 × HDMI, 1 × miniVGA, 1 × Ladebuchse                  | 2,2 kg   | Nvidia GeForce GT 645                     |
| UX301LA  | IFA 2014         | 128 / 256 / 512 GB                | Intel Core i7 4558U Intel Core i7 4500U Intel Core i5 4200U Intel Core i7 5500U Intel Core i5 5200U | 8 Gigabyte              | 13,3 Zoll (2560 × 1440 px)                                    | Windows 8, Windows 10, Windows 10 Pro | 1 × Audio, 2 × USB 3.0, 1 × microHDMI, 1 × miniDisplay Port, SD-Kartenleser              | 1,4 kg   |                                           |
| UX302    | IFA 2014         | 500 / 750 GB HDD / 256 GB SSD     | Intel Core i5 4200U Intel Core i7 4500U                                                             | 2 / 4 Gigabyte          | 13,3 Zoll (1920 × 1080 px)                                    | Windows 8.1 Windows 8.1 Pro           | 1 × Audio, 3 × USB 3.0, 1 × HDMI, 1 × miniDisplay Port, SD-Kartenleser                   | 1,5 kg   |                                           |
| UX303    | Computex 2014    | 500 / 750 GB HDD 128 / 256 GB SSD | Intel Core i3 / i5 / i7                                                                             | 4 Gigabyte              | 13,3 Zoll (1920 × 1080 px)                                    | Windows 8.1 Windows 8.1 Pro           | 1 × Audio, 3 × USB 3.0, 1 × HDMI, 1 × miniDisplay Port, SD-Kartenleser                   | 1,45 kg  |                                           |
| UX305CA  | IFA 2015         | 128 / 256 / 512 GB SSD            | Intel Core m                                                                                        | 4 / 8 Gigabyte          | 13,3 Zoll (3200 × 1800 px, 1920 × 1080 px)                    | Windows 10                            | 1 × Audio, 2 × USB 3.0, 1 × microHDMI, 1 × AC, SD-Kartenleser                            | 1,2 kg   |                                           |
| UX305LA  | IFA 2015         | 128 / 256 / 512 GB SSD            | Intel Core i3 5010U Intel Core i5 5200U Intel Core i5 5500U                                         | 4 / 8 Gigabyte          | 13,3 Zoll (3200 × 1800 px, 1920 × 1080 px)                    | Windows 10                            | 1 × Audio, 2 × USB 3.0, 1 × microHDMI, 1 × AC, SD-Kartenleser                            | 1,3 kg   |                                           |
| UX330    | Computex 2016    | 256 / 512 Gigabyte                | Intel Core i5 7200U Intel Core i7 7500U                                                             | 8 / 16 Gigabyte         | 13,3 Zoll (1920 × 1080 px)                                    | Windows 10                            | 1 × Audio, 2 × USB 3.0, 1 × USB-C, 1 × microHDMI, SD-Kartenleser                         | 1,2 kg   | Fingerabdrucksensor                       |
| UX340    |                  | SSD + HDD                         | Intel Core i5 7200U Intel Core i7 7500U                                                             | 8 / 16 Gigabyte         | 14 Zoll (1920 × 1080 px)                                      | Windows 10                            | 1 × Audio, 2 × USB 3.0, 1 × USB-C, 1 × microHDMI, SD-Kartenleser                         |          | Fingerabdrucksensor, Nvidia GT940MX       |
| UX390    | Computex 2016    | 512 / 1024 Gigabyte               | Intel Core i5 7200U Intel Core i7 7500U                                                             | 16 Gigabyte             | 12,5 Zoll (1920 × 1080 px)                                    | Windows 10                            | 1 × USB-C, 1 × Audio                                                                     | 910 g    | Fingerabdrucksensor                       |
| UX490    | CES 2017         | 512 / 1024 Gigabyte               | Intel Core i5 7200U Intel Core i7 7500U                                                             | 8 / 16 Gigabyte         | 14 Zoll (1920 × 1080 px)                                      | Windows 10                            | 3 × USB-C, 1 × Audio                                                                     | 1,1 kg   | Fingerabdrucksensor                       |
| UX370    | Computex 2017    | 256 / 512 / 1024 GB               | Intel Core i5 7200U Intel Core i7 7500U                                                             | 8 / 16 Gigabyte         | 13,3 Zoll (1920 × 1080 px, 3840 × 2160 px)                    | Windows 10                            | 2 × USB-C, 1 × Audio                                                                     |          | 360-Grad-Touch-Display                    |
| UX331UN  | CES 2018         | 256 / 512 / 1024 GB               | Intel Core i5 8250U Intel Core i7 8550U                                                             | 8 / 16 Gigabyte         | 13,3 Zoll (1920 × 1080 px)                                    | Windows 10                            | 2 × USB 3.1, 1 × microSD, 1 × HDMI, 1 × USB-C, Kartenleser, Ladebuchse                   | 1,12 kg  | Fingerabdrucksensor, Nvidia Geforce MX150 |
| UX331UAL | CES 2018         | 256 / 512 / 1024 GB               | Intel Core i5 8250U Intel Core i7 8550U                                                             | 8 / 16 Gigabyte         | 13,3 Zoll (1920 × 1080 px)                                    | Windows 10                            | 2 × USB 3.1, 1 × microSD, 1 × HDMI, 1 × USB-C, Kartenleser, Ladebuchse                   | 985 g    | Magnesium-Gehäuse                         |
| UX391UA  | Computex 2018    | 256 / 512 / 1024 GB               | Intel Core i5 8250U Intel Core i7 8550U                                                             | 8 / 16 Gigabyte         | 13,3 Zoll (1920 × 1080 px)                                    | Windows 10                            | 2 × Thunderbolt 3, 1 × USB-C                                                             | 1 kg     | Fingerabdrucksensor, ErgoLift             |
| UX580GE  | Computex 2018    | 256 / 512 / 1024 GB               | Intel Core i7 8750H Intel Core i9 8950H                                                             | 16 Gigabyte             | 15,6 Zoll (3840 × 2160 px) + 5,5 Zoll (1920 × 1080 px, Touch) | Windows 10                            | 2 × Thunderbolt 3, 2 × USB-C 3.1, 1 × HDMI 2.0, Kartenleser                              | 1,9 kg   | Fingerabdrucksensor, ScreenPad            |
| UX333    | IFA 2018         | 128 / 256 / 512 / 1024 GB         | Intel Core i3 8145U Intel Core i5 8265U Intel Core i7 8565U                                         | 8 / 16 Gigabyte         | 13,3 Zoll (1920 × 1080 px)                                    | Windows 10                            | USB 2.0 A, USB 3.0 A, USB 3.1 C, HDMI, AC-Adapter, microSD                               | 1,1 kg   | InfraRot-Kamera, Bluetooth 5.0            |